# Ралли Финляндии
Ралли Финляндии (фин. Suomen ralli, швед. Finska rallyt, англ. Rally Finland, ранее известное как Ралли «Тысяча озёр» (англ. 1000 Lakes Rally) и Большие гонки в Ювяскюля (фин. Jyväskylän suurajot) — соревнование по ралли, которое проводится в области Ювяскюля в Центральной Финляндии с 1951 года по настоящее время. Это самое большое по численности ежегодно проводящееся раллийное мероприятие в Северной Европе, сотни тысяч зрителей каждый год посещают ралли Финляндии. Когда в 1973 году дебютировал чемпионат мира по ралли, финский этап сразу вошёл в календарь турнира, и находится там практически неизменно до настоящего времени. Единственным исключением стал 1995 год, когда финская гонка была только раундом Кубка мира для 2-литровых автомобилей.
Наибольшую известность в мире это ралли приобрело благодаря высоким средним скоростям и обилию трамплинов. Спецучастки располагаются среди живописных финских лесов и озёр. На протяжении многих лет участникам разрешали тренироваться накануне стартов с сильными ограничениями скорости, часто до 30 км/ч, в тех местах где в боевом режиме скорости доходили до 150 км/ч. Из-за этого приезжим экипажам сложно было писать правильную стенограмму. Всё это предопределило такую особенность гонки — много лет подряд в ней выигрывали главным образом финские гонщики, хорошо знающие местные дороги. С 1951 по 1988 год было всего три исключения, когда побеждали пилоты из другой страны, причём из соседней Швеции, и только в 1990 году впервые в этой гонке победил пилот не из Северной Европы (испанец Карлос Сайнс).

## История

#### Ранний этап (1951-1972)
В момент зарождения финского соревнования предполагалось, что оно станет своеобразной квалификацией к Ралли Монте-Карло. Почти тридцать финских гонщиков изъявили желание принять участие в той престижной гонке, но по существующей квоте на финнов и шведов могли выставить только четырнадцать участников. Состязание состоялось 1 сентября 1951 года под названием Гран-При Ювяскюля: 26 пилотов преодолели дистанцию почти в 1700 км. Победителем был объявлен Арво Карлссон, который набрал наименьшее количество штрафных баллов и лучше всех справился со специальными испытаниями, включающими подъем на холм и ускорения.
В следующем году количество участников выросло уже до 48 гонщиков, а в 1953-м - до 66-ти. А в 1954 году соревнование стало именоваться как "Ралли Тысяча Озёр", под которым и приобрело международную известность. Уже в 1957 году на Ралли был установлен рекорд по количеству зарегистрировавшихся иностранных участников и оргазаторами был разработан особый язык жестов для информарования пилотов. В этом же году победителем впервые стал шведский пилот - Эрик Карлссон на Saab 93. В августе 1958 года в ралли дебютировали советские гонщики на «Москвичах-407», это были первые международные соревнования для советских автоспортсменов в истории. До финиша добрались все четыре машины, экипажи в личном зачёте расположились за пределами топ-15 из 48-ми финишировавших.
В 1959 году Ралли вошло в календарь чемпионата Европы по ралли и в новообразованный чемпионат Финляндии. В 1963 и 1964 финн Симо Лампинен стал первым пилотом, который смог выиграть Ралли Финляндии два раза подряд (в обоих случаях за победу он сражался со шведом Томом Трана), а следом Тимо Мякинен и Ханну Миккола обновили рекорд и выиграли по три заезда подряд. Известность состязания в мире постоянно росла и он приобрел статус самого престижного и хорошо организованного раллийного соревнования после Ралли Монте-Карло. Тогда же, в середине 60-х годов, Ралли Финляндии стало считаться самым быстрым в мире, что порой приводило к трагическим инцидентам со сбитыми насмерть зрителями.

#### В рамках чемпионата мира (1970-90-е годы)
В 1973 году был впервые проведен чемпионат мира по ралли и Ралли Финляндии в первый же год вошёл в его календарь. Первым его победителем в рамках мирового первенства и одновременно первым финном, одержавшим победу на этапе чемпионата мира, стал Тимо Мякинен. А в 1974 году финский этап был омрачён несчастным случаем со смертельным исходом: штурман Сеппо Ямса скончался от травм на спецучастке Оунинпохья.
В 1981 году австрийский гонщик Франц Виттман, управляя Audi Quattro в одном из ночных заездов, не справился с управлением и врезался в небольшую группу чиновников ФИА. Президент Финской Федерации автомобильного спорта Рауль Фалин в результате наезда скончался. Его соотечественник Борис Рунг (в то время являвшийся председателем Европейской ассоциации ралли) отделался лёгким испугом. Также в столкновении пострадал наблюдатель от Греческой Федерации автоспорта Костас Глоссотис. Сам Виттман как ни в чём не бывало продолжил гонку, однако был дисквалифицирован. Несколько месяцев длилось судебное разбирательство, в ходе которого было установлено, что Франц Виттман совершил столкновение непреднамеренно, и с него сняли все обвинения.
После сезона сезона 1986 была отменена «экстремальная» группа B, запомнившаяся самыми мощными ралли-карами в истории этого вида спорта. Тем не менее, в качестве исключения, международная автомобильная федерация разрешила стартовать на машинах этой категории (с ограничением рабочего объёма двигателей до 1600 куб.см) в 1987 и 1988 годах на некоторых этапах чемпионата мира, но без получения очков в турнирную таблицу. И последним случаем, когда машины группы B выходили на старт в WRC, стало ралли «1000 озёр» 1988 года. Среди участников гонки в этом классе были и советские раллисты на Lada 2105 VFTS.
Карлос Сайнс в 1990 году стал первым победителем Ралли Финляндии родом не из Северной Европы, а через несколько лет этого добился и француз Дидье Ориоль. С 1994 года ралли переименовано в честь главного спонсора Neste Oil. Соревнования 1995-96 годов были отмечены рядом трагедий. Сначала в дождливую и ветреную погоду машина-разведчик, которую вёл Бруно Тири, пыталась избежать столкновения с зазевавшимся зрителем и влетела в канаву, но при этом срикошетила и сбила на скорости свыше 100 км женщину, что привело к её смерти в течение нескольких минут. А на следующий год датский гонщик Карстен Рихардт не справился с управлением и влетел в толпу зрителей, в результате чего в больницу были доставлены 29 человек и один позднее скончался.
В 1998 году на пути к рекордному третьему титулу подряд Томми Мякинен установил и рекорд в рамках Ралли Финляндии, победив в пятый раз подряд. В 1998, 2002, 2003 и 2004 году Ралли «Тысяча Озёр» было выбрано командами-участницами в качестве «Ралли года».

#### Современный период
2003 год ознаменовался не только третьей победой пилота не из Северной Европы, эстонца Маркко Мяртина, но и тем, что вообще ни один финский гонщик не добрался до призовой позиции. Победу одержал эстонец Маркко Мяртин. В 2005 году Маркус Гронхольм установил рекорд по наивысшей средней скорости в мировом ралли - 122,86 км/ч. А в 2007 году после своего седьмого триумфа на домашнем этапе отметился и ещё одним достижением: повторил рекорд Ханну Микколы по победам на Ралли Финляндии и обновил рекорд по победам на определенном этапе в рамках чемпионата мира. Самыми успешными пилотами родом не из Финляндии являются Себастьен Лёб с тремя победами и эстонец Отт Тянак - с двумя.
В 2020 году из-за пандемии коронавирусной инфекции Ралли Финляндии, наряду со многими другими этапами, пришлось отменить впервые с 1951 года.

## Оунинпохья
Оунинпохья (фин. Ouninpohja) — это один из самых известных спецучастков в WRC и самый известный спецучасток ралли «Тысячи Озёр». Данный этап был известен своей высокой скоростью, «слепыми» поворотами и большими по высоте прыжками. Один из самых знаменитых прыжков был совершён на 6-м км от стартовой линии. Зрители могли измерять длину прыжков, благодаря знакам с отметками, расставленным на обочине дороги. В 2003 году эстонский гонщик Маркко Мартин установил рекорд по длине прыжка, пролетев 57 метров в воздухе со скоростью 171 километров в час. В 2005 году Джиджи Галли прыгнул ещё дальше, с результатом 58 метров, прыжок был совершён на Mitsubishi Lancer.
Этап Оунинпохья был разделён на две части в 2005 и 2006 году, из-за того что Петтер Сольберг превысил максимально допустимую среднюю скорость, установленную ФИА (130 км/ч) в 2004 году. Это правило было изменено в 2007 году, и Оунинпохья вернулась в прежнюю (33 км) версию, хотя были добавлены три шиканы. Однако в 2008 году этот этап был снова серьёзно урезан из соображений безопасности. В 2009 году этап Оунинпохья был полностью удалён из ралли. Ярмо Махонен, генеральный директор и организатор «Тысячи Озёр» заявил, что «Этот вопрос был обсуждён с ФИА ещё в прошлом году, и в то время мы смогли сохранить Оунинпохья как часть нашего Ралли. В этом же году мы вынуждены удалить этот этап по соображениям безопасности».

## Победители «Ралли Финляндии»
| Год  | Пилот                                | Автомобиль                           |       |
| ---- | ------------------------------------ | ------------------------------------ | ----- |
| 1951 | Арво Карлссон                        | Austin Atlantic                      |       |
| 1952 | Айно Ело                             | Peugeot 203                          |       |
| 1953 | Вильо Хитанен                        | Allard                               |       |
| 1954 | Осмо Калпала                         | Panhard Dyna                         |       |
| 1955 | Айно Ело                             | Peugeot 403                          |       |
| 1956 | Осмо Калпала                         | DKW 3=6                              |       |
| 1957 | Эрик Карлссон (англ.)                | Saab 93                              |       |
| 1958 | Осмо Калпала                         | Alfa Romeo Giulietta T.I.            |       |
| 1959 | Гуннар Калбо                         | Volvo PV 544                         |       |
| 1960 | Карл-Отто Бремер                     | Saab 96                              | Отчёт |
| 1961 | Рауно Аалтонен                       | Mercedes-Benz 220SE                  | Отчёт |
| 1962 | Паули Тойвонен                       | Citroën DS 19                        | Отчёт |
| 1963 | Симо Лампинен                        | Saab 96 Sport                        | Отчёт |
| 1964 | Симо Лампинен                        | Saab 96 Sport                        | Отчёт |
| 1965 | Тимо Мякинен                         | BMC Cooper S                         | Отчёт |
| 1966 | Тимо Мякинен                         | Morris Cooper                        | Отчёт |
| 1967 | Тимо Мякинен                         | BMC Cooper S                         | Отчёт |
| 1968 | Ханну Миккола                        | Ford Escort TC                       | Отчёт |
| 1969 | Ханну Миккола                        | Ford Escort TC                       | Отчёт |
| 1970 | Ханну Миккола                        | Ford Escort TC                       | Отчёт |
| 1971 | Стиг Блумквист                       | Saab 96 V4                           | Отчёт |
| 1972 | Симо Лампинен                        | Saab 96 V4                           | Отчёт |
| 1973 | Тимо Мякинен                         | Ford Escort RS                       | Отчёт |
| 1974 | Ханну Миккола                        | Ford Escort RS                       | Отчёт |
| 1975 | Ханну Миккола                        | Toyota Corolla Levin TE27            | Отчёт |
| 1976 | Маркку Ален                          | Fiat 131 Mirafiori                   | Отчёт |
| 1977 | Киёсти Хямяляйнен                    | Ford Escort RS                       | Отчёт |
| 1978 | Маркку Ален                          | Fiat 131 Abarth                      | Отчёт |
| 1979 | Маркку Ален                          | Fiat 131 Mirafiori                   | Отчёт |
| 1980 | Маркку Ален                          | Fiat 131 Mirafiori                   | Отчёт |
| 1981 | Ари Ватанен                          | Ford Escort RS                       | Отчёт |
| 1982 | Ханну Миккола                        | Audi Quattro                         | Отчёт |
| 1983 | Ханну Миккола                        | Audi Quattro                         | Отчёт |
| 1984 | Ари Ватанен                          | Peugeot 205                          | Отчёт |
| 1985 | Тимо Салонен                         | Peugeot 205 Turbo                    | Отчёт |
| 1986 | Тимо Салонен                         | Peugeot 205 Turbo                    | Отчёт |
| 1987 | Маркку Ален                          | Lancia Delta                         | Отчёт |
| 1988 | Маркку Ален                          | Lancia Delta Integrale               | Отчёт |
| 1989 | Микаэль Эрикссон                     | Mitsubishi Galant                    | Отчёт |
| 1990 | Карлос Сайнс                         | Toyota Celica GT4                    | Отчёт |
| 1991 | Юха Канккунен                        | Lancia Delta HF Integrale            | Отчёт |
| 1992 | Дидье Ориоль                         | Lancia Delta HF Integrale            | Отчёт |
| 1993 | Юха Канккунен                        | Toyota Celica Turbo 4WD              | Отчёт |
| 1994 | Томми Мякинен                        | Ford Escort RS Cosworth              | Отчёт |
| 1995 | Томми Мякинен                        | Mitsubishi Lancer Evolution          | Отчёт |
| 1996 | Томми Мякинен                        | Mitsubishi Lancer Evolution          | Отчёт |
| 1997 | Томми Мякинен                        | Mitsubishi Lancer Evolution          | Отчёт |
| 1998 | Томми Мякинен                        | Mitsubishi Lancer Evolution          | Отчёт |
| 1999 | Юха Канккунен                        | Subaru Impreza WRC                   | Отчёт |
| 2000 | Маркус Грёнхольм                     | Peugeot 206 WRC                      | Отчёт |
| 2001 | Маркус Грёнхольм                     | Peugeot 206 WRC                      | Отчёт |
| 2002 | Маркус Грёнхольм                     | Peugeot 206 WRC                      | Отчёт |
| 2003 | Маркко Мяртин                        | Ford Focus WRC                       | Отчёт |
| 2004 | Маркус Грёнхольм                     | Peugeot 307 WRC                      | Отчёт |
| 2005 | Маркус Грёнхольм                     | Peugeot 307 WRC                      | Отчёт |
| 2006 | Маркус Грёнхольм                     | Ford Focus WRC                       | Отчёт |
| 2007 | Маркус Грёнхольм                     | Ford Focus WRC                       | Отчёт |
| 2008 | Себастьен Лёб                        | Citroën C4 WRC                       | Отчёт |
| 2009 | Микко Хирвонен                       | Ford Focus WRC                       | Отчёт |
| 2010 | Яри-Матти Латвала                    | Ford Focus WRC                       | Отчёт |
| 2011 | Себастьен Лёб                        | Citroën DS3 WRC                      | Отчёт |
| 2012 | Себастьен Лёб                        | Citroën DS3 WRC                      | Отчёт |
| 2013 | Себастьен Ожье                       | Volkswagen Polo R WRC                | Отчёт |
| 2014 | Яри-Матти Латвала                    | Volkswagen Polo R WRC                | Отчёт |
| 2015 | Яри-Матти Латвала                    | Volkswagen Polo R WRC                | Отчёт |
| 2016 | Крис Мик                             | Citroën DS3 WRC                      | Отчёт |
| 2017 | Эсапекка Лаппи                       | Toyota Yaris WRC                     | Отчёт |
| 2018 | Отт Тянак                            | Toyota Yaris WRC                     | Отчёт |
| 2019 | Отт Тянак                            | Toyota Yaris WRC                     | Отчёт |
| 2020 | Этап отменён из-за пандемии Covid-19 | Этап отменён из-за пандемии Covid-19 |       |
| 2021 | Элфин Эванс                          | Toyota Yaris WRC                     | Отчёт |
| 2022 | Отт Тянак                            | Hyundai i20 N Rally1                 | Отчёт |
| 2023 | Элфин Эванс                          | Toyota GR Yaris Rally1               | Отчёт |
| 2024 | Себастьен Ожье                       | Toyota GR Yaris Rally1               | Отчёт |

### Многократные победители
полужирным выделены этапы в рамках чемпионата мира
| Победы | Пилот             | Годы                            |
| ------ | ----------------- | ------------------------------- |
| 7      | Ханну Миккола     | 1968–1970, 1974–1975, 1982–1983 |
| 7      | Маркус Гронхольм  | 2000–2002, 2004–2007            |
| 6      | Маркку Ален       | 1976, 1978–1980, 1987–1988      |
| 5      | Томми Мякинен     | 1994, 1995, 1995-98             |
| 4      | Тимо Мякинен      | 1965–1967, 1973                 |
| 3      | Осмо Калпала      | 1954, 1956, 1958                |
| 3      | Симо Лампинен     | 1963–1964, 1972                 |
| 3      | Юха Канккунен     | 1991, 1993, 1999                |
| 3      | Себастьен Лёб     | 2008, 2011–2012                 |
| 3      | Яри-Матти Латвала | 2010, 2014–2015                 |
| 3      | Отт Тянак         | 2018–2019, 2022                 |
| 2      | Эйно Эло          | 1952, 1955                      |
| 2      | Ари Ватанен       | 1981, 1984                      |
| 2      | Тимо Салонен      | 1985–1986                       |
| 2      | Элфин Эванс       | 2021, 2023                      |
| 2      | Себастьен Ожье    | 2013, 2024                      |

### Многократные призёры (только чемпионат мира)
| Подиумы | Пилот             | Годы                                  |
| ------- | ----------------- | ------------------------------------- |
| 14      | Маркку Ален       | 1973-74, 1976, 1978-81, 1983-88, 1992 |
| 9       | Яри-Матти Латвала |                                       |
| 8       | Юха Канккунен     |                                       |
| 8       | Себастьен Лёб     |                                       |
| 7       | Ари Ватанен       |                                       |
| 7       | Маркус Гронхольм  |                                       |
| 6       | Ханну Миккола     |                                       |
| 6       | Карлос Сайнс      |                                       |
| 6       | Себастьен Ожье    |                                       |
| 5       | Тимо Салонен      |                                       |
| 5       | Дидье Ориоль      |                                       |
| 5       | Микко Хирвонен    |                                       |